# Ф'яба
Ф'яба (італ. Fiaba — казка) — жанр італійського театру і драматургії, створений Карло Ґоцці і полемічно спрямований проти побутової комедії Карло Ґольдоні і П'єтро К'ярі. Ф'яба є трагікомічною казкою, в якій казковий сюжет поєднується з діалектичною імпровізацією і буфонадою комедії дель арте.
Для ф'яб Ґоцці характерні контрастні протиставлення добра і зла, змішання архаїчної літературної мови та повсякденного венеційського діалекту. До найвідоміших ф'яб Гоцці відносяться «Любов до трьох апельсинів» (1761), «Ворон» (1761), «Король-олень» (1762), «Турандот» (1762), «Зелена пташка» (1765). Успіх цих театральних казок був приголомшливим. Підкорений талантом Ґоцці, Шиллер переробив «Турандот» для сцени Веймарського театру.
На основі сюжету твору «Любов до трьох апельсинів» композитор Сергій Прокоф'єв у 1919 році створив однойменну оперу у 4 діях, 10 картинах з прологом.